# Julian Paeth
Julian Paeth (Flensburgo, 5 marzo 1987) è un attore tedesco.

## Biografia
Fratello maggiore di Jannik Paeth, anche lui attore, Julian è noto per aver recitato nella serie televisiva Grani di pepe nel ruolo di Fiete Overbeck.
Ha iniziato la sua attività professionale come attore ancora ragazzino, sul finire degli anni novanta, ed ha preso parte a varie serie televisive.

## Filmografia
- Alphateam - Die Lebensretter im OP – serie TV, 1 episodio (1998)
- I ragazzi del windsurf (Gegen den Wind) – serie TV, 1 episodio (1998)
- Grani di pepe (Die Pfefferkörner) – serie TV, 38 episodi (2010)
- Die Cleveren – serie TV, 6 episodi (2000-2003)
- Broti & Pacek - irgendwas ist immer – serie TV, 1 episodio (2003)
- La nostra amica Robbie (Hallo Robbie!) – serie TV, 1 episodio (2004)
- Il medico di campagna (Der Landarzt) – serie TV, 39 episodi (2004-2010)
- Squadra Speciale Colonia (SOKO Köln) – serie TV, 1 episodio (2013)
- Il commissario Heldt – serie TV, 1 episodio (2014)